# Tout ira bien (film, 2024)
Pour les articles homonymes, voir Tout ira bien.
Pour plus de détails, voir Fiche technique et Distribution.
Tout ira bien (從今以後) est un film dramatique sino-hongkongais écrit et réalisé par Ray Yeung et sorti en 2024.

## Synopsis
Couple lesbien depuis plus de 30 ans, Angie et Pat ont vécu ensemble dans un appartement à Hong Kong jusqu'au décès imprévu de Pat. Comme Pat n'a pas rédigé de testament, Angie n'a aucun droit à l'héritage. Elle doit lutter contre la famille de sa partenaire défunte pour pouvoir rester dans l'appartement.

## Fiche technique
- Titre original : 從今以後
- Titre français : Tout ira bien[1]
- Réalisation : Ray Yeung
- Scénario : Ray Yeung
- Musique : Veronica Lee
- Direction artistique : Albert Poon
- Costumes : Albert Poon
- Photographie : Leung Ming Kai
- Son : Tam Siu
- Montage : Lai Kwun Tung
- Production : Teresa Kwong, Chowee Leow*
- Sociétés de production : New Voice Film Productions, avec le soutien du Festival International de Busan
- Sociétés de distribution :
  - Hong Kong  : Golden Scene
  - France : Nour Films
- Pays de production :  Chine,  Hong Kong
- Langue originale : cantonais
- Format : couleur
- Genre : drame
- Durée : 93 minutes
- Dates de sortie[2] :
  - Allemagne : 16 février 2024 (Berlinale)
  - Hong Kong : 28 mars 2024 (festival de Hong Kong)
  - France : 1er janvier 2025[1]

## Distribution
- Patra Au : Angie Wang
- Lin-Lin Li : Pat Wu
- Tai-Bo : Shing Wu
- So-Ying Hui : Mei Shum
- Chung-Hang Leung : Victor Wu
- Fish Liew : Fanny Wu
- Rachel Leung : Kitty
- Lai Chai Ming : Sum
- Li Lai Ha : Lin
- Luna Shaw : Yvonne
- Gia Yu Yuk Wah : Dee
- Bonde Sham : Wendy
- Hon-Fai Ho : Manager Ho
- Miles Sible : Mary
- Priscilla Leung Siu Wai : Betty
- Michael Khan : Estate Agent
- Jimmy Wong Wa Wo : Master Yu
- Kiana Ng Ki Yan : Tina
- Suen Wai Fong : Kathy
- Cheng Cheuck Lam : Tommy

## Production
Le titre anglais du film devait être Today.. Tomorrow.
Le scénario a été inspiré par une présentation en 2020 sur le droit à l'héritage pour les minorités sexuelles à Hong Kong.
L'équipe du film a tenté d'obtenir un financement public via le Hong Kong Film Fund (zh), mais n'ayant pas eu de réponses pendant deux ans, elle a été obligée de se tourner vers des financements privés.

## Sortie
Ce film est présenté à la Berlinale 2024. Sa première en Asie est prévue le 28 mars 2024 au gala d'ouverture du festival international du film de Hong Kong (HKIFF). Sa sortie néerlandaise est prévue en 2024, distribuée par Vedette Distribution,. Le film est présenté lors de l'édition 2024 du festival Chéries-Chéris.

## Distinctions
- (en) All Shall Be Well: Awards, sur l'Internet Movie Database
- Teddy Award, Berlinale 2024[10],[11]